# Debby Winkler
Debby Winkler (* 3. April 1959 als Debby Malloy; † 21. Februar 2011 in Münster) war eine US-amerikanische Springreiterin.

## Werdegang
Malloy war Tochter einer Pferdezüchterfamilie aus New York. Als Jugendliche gehörte sie dem alpinen Skiteam im Nachwuchsbereich des US-Skiverbandes an. Wegen einer schweren Bänderverletzung im Knie wandte sie sich dem Reitsport zu. Als Schülerin von Nelson Pessoa kam sie 1976 nach Europa und trainierte ab 1986 bei dem Springreiter und Olympiasieger Hans Günter Winkler in Warendorf. Am 9. Dezember 1994 heiratete sie ihn. 
Sie war in zahlreichen Springprüfungen erfolgreich. Unter anderem erreichte sie 1998 mit ihrem Pferd Sakrus HG beim Großen Preis von Frankfurt einen zweiten Platz.
2003 startete sie zusammen mit Clare Bronfman, Katharina Offel, Inken Johannsen, Iris Bayer und Eva Bitter im Ambiente Amazonenteam in der internationalen Riders Tour.
Am 18. Februar 2011 erlitt Debby Winkler bei einem Reitunfall schwere Verletzungen an der Wirbelsäule und an den Halswirbeln. Sie erlag drei Tage später im Universitätsklinikum Münster ihren Verletzungen.